# Station Hamburg Airport
Station Hamburg Airport (Flughafen) (Bahnhof Hamburg Airport (Flughafen), kort: Bahnhof Airport) is een spoorwegstation in het stadsdeel Fuhlsbüttel van de Duitse stad Hamburg. Het station is onderdeel van de S-Bahn van Hamburg in de Luchthaventunnel. Het station werd geopend op 11 december 2008. In 2009 maakten 13.500 reizigers per dag gebruik van het station. Dit is in 2014 gegroeid naar 20.000 reizigers per dag.

## Indeling
Het station is een tunnelstation onder de Flughafenstraße tussen het parkeerterrein en de terminal van de Luchthaven van Hamburg. Het perron is een eilandperron met twee perronsporen, met de nummers 3 en 4. Het perron is te bereiken via roltrappen en liften. Op het perron zelf zijn er weinig faciliteiten. Wel hangen op het perron schermen met vertrek- en aankomsttijden van de luchthaven. Het spoor stopt net ten noorden van het station, wat goed te zien is vanaf het perron. Vanaf hier is het gepland om de spoorlijn te verlengen naar Ochsenzoll en Norderstedt Mitte. Door deze verlenging kunnen AKN-treinen doorrijden van Kiel naar de luchthaven, waardoor een deel van Sleeswijk-Holstein beter met de luchthaven verbonden wordt.

## Discussie om de stationsnaam
Tot september 2008 was het voorzien, dat het nieuwe station alleen Hamburg Airport zou heten. Op het ontbreken van een Duitse benaming reageerde de senaat via een gezamenlijk antwoord van de CDU en de GAL, voor de vernoeming van het station naar Flughafen (Hamburg Airport). Het voorstel was gericht op het negatieve gebruik van Anglicismen. Enige dagen later na het indienen van de aanvraag, distantieerde een deel van het senaat zich van het voorgenomen voorstel, omdat een verandering hoge kosten met zich meebracht. Zo moest de dienstregeling, het spoorboekje en het reisplan herdrukt worden, die rond die tijd al gemaakt waren. Kritiek op het voorstel was, dat een internationaal georiënteerde stad met een luchthaven een Engelse benaming zou moeten dragen. Desalniettemin wordt bij andere S-Bahnstations van grote Duitse luchthavens van Frankfurt en München evenals andere Duitse luchthavenstations de Duitstalige benaming gebruikt (Flughafen). Tegenwoordig luidt de naam op de stationsborden "Hamburg Airport (Flughafen)".

## Verbindingen
De volgende S-Bahnlijn doet het station Airport aan:
| Serie | Treinsoort        | Route | Bijzonderheden |
| ----- | ----------------- | --- | -------------- |
|       | S-Bahn (DB Regio) | Hamburg Airport – /Poppenbüttel – Ohlsdorf – Barmbek – Berliner Tor – Hauptbahnhof – Altona – Blankenese – Wedel |                |